# Guimri II
Guimri est un village de la région de l'Extrême-Nord (Cameroun), département du Mayo-Danay et arrondissement de Gobo, à proximité de la frontière avec le Tchad. 
Ce village est limité au nord par le village Ouro Bouna, à l’Est par Dobona, au Sud par Domaido et à L’Ouest par Dobona. Ce village fait partie du canton de Mousseye, l'un des deux canton de l'arrondissement de Gobo.

## Démographie
Guimri 2 a une population estimée à 964 habitants dont 479 hommes (49 %) et 485 femmes (51 %) lors du dernier recensement de 2005. La population de Dongo représente 5,65 % de la population de la commune de Gobo.